# 李梓斌
李梓斌（1914年—1986年），原名李自雄，男，湖南平江人，中华人民共和国军事人物，中国人民解放军少将，曾任湖南省军区副司令员。